# Dendrobium cucullatum
Dendrobium cucullatum là một loài thực vật có hoa trong họ Lan. Loài này được R.Br. mô tả khoa học đầu tiên năm 1821.